# Meštrović (Egzaltacija materije) (1960.)
Meštrović (Egzaltacija materije), kratki film redatelja Ivana Martinca. Snimljen u produkciji Kino kluba Split. Snimio ga je isprovociran zadirkivanjima beogradskih kinoamatera koji su tvrdili da se "u splitskom kino klubu uglavnom jede i pije", što i nije bilo daleko od istine, ali povrijeđeni ponos i dišpet učinio je svoje te je 1960. godine snimio svoj prvi "splitski" film Meštrović (Egzaltacija materije) kojim je polučio uspjeh. Na međunarodnome filmskom festivalu u Beču dobio je brončanu plaketu UNICA-e, prvo međunarodnog priznanje koje je dobila ondašnja amaterska kinematografija u Jugoslaviji.:131, 132, 134, 137